# Goya (film 1999)
Goya (Goya en Burdeos) è un film del 1999 diretto da Carlos Saura, basato sulla vita del pittore spagnolo Francisco Goya.

## Trama
Una sera qualsiasi, Francisco Goya si sveglia nella sua casa di Bordeaux, dove vive esiliato gli ultimi anni della propria vita. Confonde la realtà con il sogno, gli appaiono i fantasmi del suo passato. Si alza e esce in strada in camicia da notte, dove lo ritrova la piccola Rosarito, che egli chiama figlia.
L'anziano pittore sa già che non tornerà mai in Spagna dall'esilio al quale è condannato in quanto liberale, e si ritrova a riepilogare, raccontandoli alla ragazzina, gli eventi salienti della propria vita: primo fra tutti l'incontro con Maria Teresa Cayetana de Silva, la duchessa d'Alba che appare in splendidi ritratti e che egli definisce “unico amore della mia vita”. Rosarito si dimostra molto interessata alla storia dell'amore con Cayetana. Al tempo dei primi ritratti della duchessa, Goya era già completamente sordo a causa di una lunga infermità che l'ha portato alla soglia della morte. Il corteggiamento fra i due avviene quasi sotto gli occhi di María Josefa, la moglie di Goya, che si dimostra subito gelosa di questa nobildonna molto bella i cui amori erano famosi non solo a corte.
Goya racconta a Rosarito ricordi legati alle sue opere più famose: il miracolo di sant'Antonio di Padova, gli acquerelli, Il sonno della ragione genera mostri. Uno dei ricordi più vividi è del tempo in cui vivevano alla Quinta del Sordo a Madrid, dove Goya si era ritirato per vivere il suo amore extraconiugale con Leocadia Zorrilla, la madre della ragazzina; qui dipinse sui muri di casa un ciclo di affreschi cupi e enigmatici, conosciuti come le Pitture Nere. A quel tempo Rosario era una bambina piccola.
Rosarito accompagna il padre da un tipografo di Bordeaux per controllare la qualità di una serie di miniature dedicate ai tori, il risultato è molto vivido, ma l'interesse della ragazzina e il pensiero del pittore tornano sempre alla duchessa d'Alba. La donna fece una fine tremenda, avvelenata probabilmente per ordine della regina perché faceva parte di un complotto di corte contro la sovrana. I suoi beni, compresi ritratti dipinti da Goya, finirono nelle mani dell'amante della regina, l'ambizioso ministro Manuel Godoy.
La salute di Goya peggiora, così i suoi incubi. Nella lunga, allucinante sequenza finale, il film mostra la materializzazione di ossessioni tratte dalle sue opere: i soldati di Napoleone che invadono la Spagna, fucilazioni, impiccagioni, quantità di morti abbandonate nelle campagne. Una ragazzina fugge insieme alla madre tra gli orrori della guerra, la salute della donna peggiora finché muore e viene deposta in una fossa comune che i becchini ricoprono di calce.
È Rosarito a scoprire il corpo ormai senza vita del padre, disteso nel letto.

## Riconoscimenti
- 2 Cinema Writers Circle Awards 1999: miglior attore (Francisco Rabal) e miglior colonna sonora originale
- European Film Awards 2000: miglior fotografia
- Fotogramas de Plata 2000: miglior attore (Francisco Rabal)
- 5 Premi Goya 2000: miglior attore protagonista (Francisco Rabal), miglior fotografia, miglior scenografia, migliori costumi e miglior trucco e acconciatura
- Montreal World Film Festival 2000: miglior contributo artistico (Carlos Saura) e Premio della giuria ecumenica (Carlo Saura)
- Sant Jordi Awards 2000: miglior film